# María Emilia Salerni
María Emilia Salerni (Rafaela, 1983. május 14. –) argentin teniszezőnő. 1999-ben kezdte profi pályafutását, tizenegy egyéni és nyolc páros ITF-torna győztese. Legjobb egyéni világranglista-helyezése hatvanötödik volt, ezt 2008 februárjában érte el.

## Év végi világranglista-helyezései
| Év       | 1999 | 2000 | 2001 | 2002 | 2003 | 2004 | 2005 | 2006 | 2007 | 2008 |
| Helyezés | 460. | 206. | 123. | 127. | 173. | 114. | 148. | 217. | 91.  | 240. |